# Пепърминт Пати
Пепърминт Пати (Peppermint Patty) е героиня от поредицата карикатури Peanuts на Чарлс М. Шулц. Тя е от малкото, които живеят в друг град, а не в този на Чарли Браун и неговите съученици. Като цяло образът ѝ е на мъжкарана и е първото момиче от карикатурите, което носи панталони. За първи път се появява на 22 август 1966. На следващата година тя започва да тренира бейзболен отбор, който играе срещу този на Чарли Браун и оттогава има и други приключения с него. Тя нарича Чарли Браун „Пиленце“ (Chuk), а Луси „Лусил“ (Lucille) и е единственият образ, който прави това (въпреки че близката приятелка на Пепърминт Пати Марси също нарича Чарли „Пиленце“ понякога, но обикновено използва „Чарлс“ (Charles).

## История
Според някои, Чарлс М. Шулц използва името Пепърминт Пати, заради черния шоколад с вкус на мента York Peppermint Pattie и като благодарност производителите Peter-Paul (по-късно Peter-Paul Cadbury) стават генерален спонсор (наред с McDonald’s и Dolly Madison) на специалните анимационни епизоди Peanuts по CBS през 1970-те. Обаче в САЩ Pepermint Patty не е представен до 1975, няколко години след дебюта на Пепърминт Пати (първоначално се продава на североизток и живеещият в Калифорния Шулц едва ли го е срещал). В няколко интервюта създателят на героинята казва, че я е нарекал на ментови бонбони, които имал в офиса си.
В началото Пепърминт Пати е озвучена от Карън Менделсън в епизодите на CBS, след това от различни деца-актриси.

## Характерни черти
Пепърминт Пати е забележима с това, че не разбира основни концепции и идеи, които повечето хора биха счели за очевидни. Това води до попадане в неудобно положение. Например, тя вероятно е единственият герой в поредицата карикатури, който не счита Снупи за куче, а посточнно го нарича „смешно изглеждащото дете с големия нос“. Също така смята, че в училище за надарени деца, би получавала дарове, ако се запише. Веднъж обърква училище за дресура на кучета с такова за хора и стига дотам, че завършва с кучетата. По-късно, когато използва дипломата, за да покаже, че не трябва да ходи в обикновено училище, тя разбира, че се е унижила. Добре позната е с това, че получава само тройки (в американския стандарт D-) на всяко домашно в училище (през 1999- последната „цяла“ година за Peanuts, учителката ѝ и дава сертификат за „Залата на славата за тройкаджиите“) В интересна серия карикатури от 1984, Пепърминт Пати остава в същия клас, защото не изкарва достатъчно добри оценки, но все пак отива в по-горен клас, само защото добрата ѝ приятелка от предния чин Марси започва да издава хъркащи звуци и децата и преподавателите си мислят, че има „хъркащ призрак“. Слабите оценки вероятно са причинени от спането на Пепърминт Пати в час. Този факт е обяснен, когато се разбира, че тя не може да спи, тъй като баща ѝ работи до късно и тя се чувства несигурна. Момиченцето два пъти наема Снупи за неин пазач, но и двата пъти завършват бедствено. Първия път Снупи не може да стане от водното легло, когато в къщата има обирджии, а втория път Снупи е разконцентриран, заради кучка, която по-късно става негова годеница (сватбата е отменена в самия ѝ ден), което кара Пепърминт Пати да се обади на Чарли Браун и да настоява той да отиде в къщата ѝ и да ѝ бъде пазач на мястото на Снупи.
Вероятно майка ѝ е починала преди доста време, защото Пепърминт Пати няма спомени за нея. Момиченцето често се жалва, че няма майка, която да ѝ помага за състезанията по пързаляне с кънки и други:
Пепърминт Пати: „Майките, които помагат за пързалянето, са като майките, помагащи при училищните постановки и плуването. Те мърморят и се оплакват, и клюкарят, и се суетят, но наистина се нуждаеш от тях!“
Марси: „Как става така, сър?“
Пепърминт Пати: „Стават рано и пият прекалено много кафе.“

## Отношения с другите герои
Постоянната компания на Пепърминт Пати, Марси, я нарича „Сър“ още от първата ѝ именна поява в поредицата карикатури през 1971. За дълъг период това ядосва Пепърминт Пати до безкрай и тя постоянно ще се сопва на Марси- „Престани да ме наричаш „Сър“!, но постепенно свиква. (Всъщност, първият герой нарекъл Пепърминт Пати „Сър“ е не Марси, а момиченце с опашки, казващо се Софи, което живяло в колибата на Пепърминт Пати в летния лагер).
В една неделна карикатура от 1970-те Пепърминт Пати признава, че някак харесва Чарли Браун и (в същата карикатура) Марси признава, че обича „Чарлс“ до толкова, че да се омъжи за него. Първоначално Пепърминт Пати използва „обратна психология“- често казва „Ти някак си ме харесваш, нали, Пиленце?“, а е ясно, че тя самата е хлътнала по него. Чарли Браун не само, че не е хлътнал, но и не знае какво да прави с нея. Неговата любов е Малкото червенокосо момиче, което е недостижимо, а да го харесва момиче, е непозната територия. Пепърминт Пати често се опитва да говори с Чарли Браун за чувствата и дори често му се обажда по телефона (обикновено отнемайки голяма част от разговора), но момчето успява някак винаги да се измъкне.
Пепърминт Пати за малко си пада по Пиг-Пен през 1980 г., след като Чарли Браун им урежда среща за Денят на Свети Валентин. Също така в анимационния епизод Bon Voyage, Charlie Brown и тя, и Марси са привлечени от Пиер, синът на домакините от Франция. Пиер отвръща на чувствата само на Марси, факт, който Пепърминт Пати се прави, че не забелязва, дори когато си държат ръцете пред нея.